# Château de Bagnolet
Château de Bagnolet [šatód'baňole] je zaniklý zámek, který se rozkládal na území měst Bagnolet a Paříž.

## Historie
Zámek byl postaven v 17. století pro Marii Bourbon-Condé (1606-1692). Po její smrti panství získal François Le Juge, který jej prodal v roce 1719 Filipovi II. Orleánskému. Vévodkyně Orleánská, Françoise Marie Bourbonská (1677-1749), legitimní dcera Ludvíka XIV. a madame de Montespan měla v zámku své oblíbené sídlo. Vévodkyně Orleánská nechala přistavět dvě křídla a obnovit zámecký park podle návrhu Clauda Desgotse, synovce Andrého Le Nôtre. Park se rozkládal na území dnešního 20. obvodu, samotný zámek stál na území dnešního města Bagnolet. Po smrti vévodkyně v roce 1749 vlastnictví přešlo na jejího syna Ludvíka Orleánského (1703-1752), který jej odkázal svému synovi Ludvíkovi Filipovi. Ten rozprodal panství v roce 1769 po jednotlivých parcelách a koupil zámek v Le Raincy. Zámek Bagnolet byl zbořen na počátku 19. století.
Jediným pozůstatkem zámeckého areálu je dnes Pavillon de l'Ermitage. Nachází se v ulici Rue de Bagnolet na rohu s Rue des Balkans, která vyznačuje hranici bývalého zámeckého parku. Pavilon byl postaven kolem roku 1720 pro vévodkyni Orleánskou. Je vyzdoben obrazy Jeana Valada (1710-1787) představující Pokušení svatého Antonína. Během parcelace panství zůstal kolem pavilonu pozemek o rozloze 11 600 m2. Pavilon koupil baron de Batz a v roce 1792 se zde vedla politická jednání o osvobození Ludvíka XVI. V roce 1820 pavilon vlastnil François Pomerel a jeho syn prodal budovu v roce 1887 pro nemocniční účely. V roce 1884 zde byl založen hospic pro seniory, který dosud existuje. V roce 1928 byl pavilon zapsán mezi historické památky.